# Дипломатична академія МЗС РФ
Дипломатична академія Міністерства закордонних справ Росі́йської Федера́ції (1974—1991 Дипломатична академія МЗС СРСР) — російський внз, що готує фахівців у галузі міжнародних відносин. Повна назва: Федеральна державна освітня установа вищої професійної освіти «Дипломатична академія Міністерства закордонних справ Російської Федерації»
Свідоцтво про державну акредитацію: Серія ВВ № 000439 від 4 травня 2010 р.

## Історія
Дипломатична академія веде свою історію з 1934 року, коли при Народному комісаріаті закордонних справ СРСР був створений Інститут по підготовці дипломатичних і консульських працівників, перетворений в 1939 році у Вищу дипломатичну школу. Інститут почав роботу у будівлі прибуткового будинку Першого Російського Страхового товариства, яке НКЗС (з 1946 — МЗС) займали з 1918 по 1952 роки.
У 1974 році постановою Ради Міністрів СРСР Вища дипломатична школа була перетворена в Дипломатичну академію МЗС СРСР.
У 2009 році серед 170 викладачів Академії 39 докторів наук і професорів, 55 кандидатів наук і доцентів, 48 наукових співробітників. Дипломатичні ранги мають 46 співробітників Академії, у тому числі 14 співробітників в ранзі Надзвичайний і повноважний посол. 11 співробітників Академії носять звання «Заслуженого діяча науки РФ».

## Структура
У структурі Дипломатичної академії є факультети:
- Факультет міжнародних відносин
- Факультет світової економіки
- Факультет підвищення кваліфікації
- Інститут актуальних і міжнародних проблем [Архівовано 22 квітня 2011 у Wayback Machine.]

Бібліотека академії утримує понад 400 тисяч одиниць наукової і навчальної літератури на 70 мовах. Щомісячно у бібліотеку поступають нові наукові публікації.

## Відомі випускники
- Веселовський Андрій Іванович — завідувач Центру міжнародних досліджень при МЗС України
- Вешняков Олександр Альбертович — голова Центрвиборчкому в (1999-2007)[3]
- Гордиєнко Володимир Васильович — генерал-полковник міліції. Ректор АУ МВС РФ
- Добринін Анатолій Федорович — герой Соціалістичної Праці, посол СРСР в США в (1962-1986)
- Коваленко В'ячеслав Євгенійович — посол РФ в Вірменії, раніше посол РФ в Грузії[4].
- Лощинін Валерій Васильович — колишній перший заступник міністра закордонних справ Росії[5]
- Халафов Халаф Али огли — азербайджанський державний діяч, заступник міністра закордонних справ Азербайджанської Республіки з 1997 року.
- Анджей Майковський — польський дипломат, перший віце-міністр канцелярії Президента Республіки Польща (1995—2005)
- Кулієв Ельдар Гуламович — азербайджанський дипломат. Постійний представник в ООН.